# Brouwerij De Plukker
Brouwerij De Plukker was een Belgische brouwerij gelegen in Poperinge in de provincie West-Vlaanderen.

## Geschiedenis
Brouwerij De Plukker werd in 2010 opgericht door brouwer Kris Langouche en biohopboer Joris Cambie, beiden uit Poperinge. Het is hun bedoeling Belgisch bier te brouwen met een duidelijke inbreng van hun lokale regio. In de brouwerij wordt enkel Poperingse hop gebruikt die geteeld wordt op het biologische hopbedrijf van Joris Cambie.
Waar vroeger de hopasten waren om de hop te drogen, werd een nieuwe brouwerij geïnstalleerd en in augustus 2011 werd het eerste bier gebrouwen.

Vermits alle hop van het bedrijf van biologische oorsprong is, werd er ook gekozen om bier te brouwen met uitsluitend biologische grondstoffen. Deze brouwerij mag sinds 2012 het logo "Belgische Hop-Houblon Belge–Belgian Hops" gebruiken. Dit kwaliteitslabel werd in september 2011 gelanceerd en wordt enkel toegekend aan bieren die gebrouwen worden met minimum 50% Belgische hop.
In februari 2024 stopte de activiteit in de brouwerij, en de bieren werden verder gebrouwen bij de Terrest Brewery in Houthulst.

## Bieren
- Keikoppenbier - blond, 6,1% biolabel
- Rookop - bruin, 6,5% in opdracht van "De Kinderbrouwerij", Reningelst
- Tripel Plukker - blond, 7,5%